# Hechtia elliptica
Espèce
Classification phylogénétique
Hechtia elliptica est une espèce de plantes de la famille des Bromeliaceae, endémique du Mexique.